# Codlea

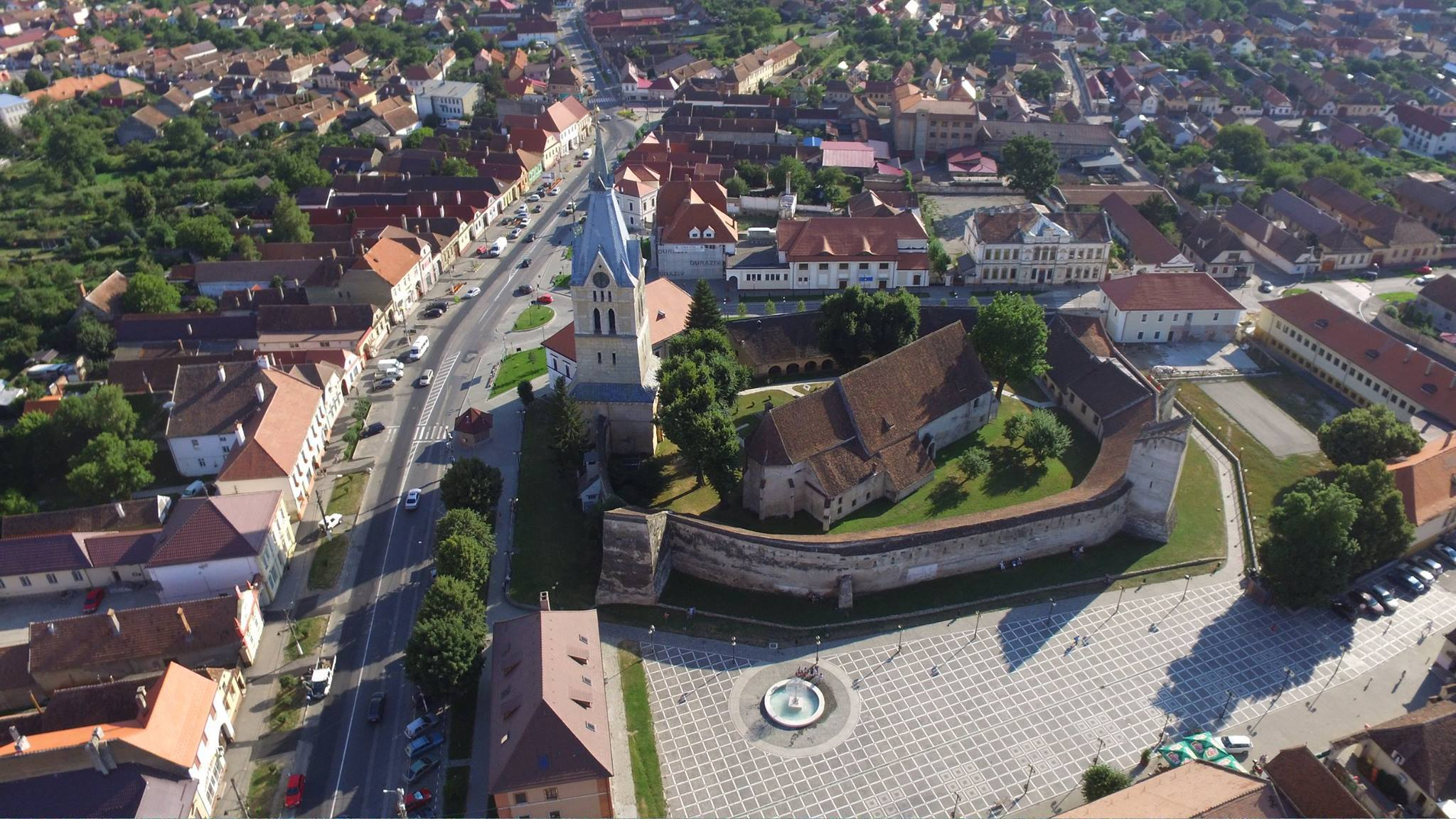
Vy över centrala Codlea med den för området karakteristiska befästa kyrkan.

Codlea (tyska: Zeiden, ungerska: Feketehalom) är en stad (municipiu) i länet Brașov i det historiska landskapet Transsylvanien i centrala Rumänien. Staden ligger vid riksväg 1, som här utgör en del av Europaväg 68, nordväst om länets residensstad Brașov. Den hade 21 708 invånare under folkräkningen 2011.